# Labyrinth (album Fleshgod Apocalypsea)
Labyrinth je treći studijski album talijanskog simfonijskog death metal-sastava Fleshgod Apocalypse. Album je 16. kolovoza 2013. godine objavila diskografska kuća Nuclear Blast.

## O albumu
Labyrinth je konceptualni album baziran na priči o labirintu iz Knosa te likovima povezanim uz navedeni mit. Gitarist i pjevač Tommaso Riccardi izjavio je: "Usredotočili smo se na filološki aspekt kako bismo prikazali sve elemente klasičnog svijeta i, uz pomoć maničnog i pedantnog istraživanja, uspjeli smo stvoriti metaforu vezanu za naša vremena jer se labirint može promatrati kao beskrajnu potragu za onim što mi stvarno jesmo."
Za pjesme "Pathfinder" i "Epilogue" bili su snimljeni glazbeni spotovi.

## Popis pjesama
Tekstovi: Tommaso Riccardi i Paolo Rossi, glazba: Francesco Paoli i Francesco Ferrini.
| 1.    | »Kingborn«                         | 6:06 |
| 2.    | »Minotaur (The Wrath of Poseidon)« | 4:47 |
| 3.    | »Elegy«                            | 4:18 |
| 4.    | »Towards the Sun«                  | 5:42 |
| 5.    | »Warpledge«                        | 4:32 |
| 6.    | »Pathfinder«                       | 5:12 |
| 7.    | »The Fall of Asterion«             | 4:39 |
| 8.    | »Prologue« (instrumental)          | 1:07 |
| 9.    | »Epilogue«                         | 5:44 |
| 10.   | »Under Black Sails«                | 7:26 |
| 11.   | »Labyrinth« (instrumental)         | 4:25 |
| 53:58 |                                    |      |

## Recenzije
Gregory Heaney, glazbeni kritičar sa stranice AllMusic, dodijelio je albumu četiri od pet zvjezdica te je izjavio: "Iako su mnogi albumi bili prozvani "rock operama", malo njih, ako ih uopće ima, zvuče tako operno kao Labyrinth, treći album talijanskih tehničkih death metal manijaka Fleshgod Apocalypse. Spajajući bijesnu brutalnost death metala s elegantnošću klasične glazbe i opere, album priča priču o mitskom labirintu iz Knosa. Jukstapozicija kažnjavajućih gitarskih rifova i nemilosrdnih blast beatova uz potpune simfonijske aranžmane i uzvišene operne vokale fascinira u pogledu isticanja nerazdvojivih različitosti i sličnosti ovih dvaju žanrova. Iako bi obožavatelji klasične glazbe mogli biti neskloni divljaštvu zvuka Fleshgod Apocalypsea, album sadrži zaslijepljujuću tehnikalnost koja se lako cijeni. U suprotnom slučaju, metal entuzijasti uživat će u uranjanju u veličanstvenost klasičnih elemenata. Kojoj god da strani pripadate, Labyrinth je solidno skladan i briljantno ostvaren album koji stvara predivan spektakl iz naočigled nespojivih stvari."

## Zasluge
| Fleshgod Apocalypse - Paolo Rossi – čisti vokali, bas-gitara - Francesco Paoli – vokali, bubnjevi, gitara - Cristiano Trionfera – prateći vokali, gitara, orkestracija, dodatni inženjer zvuka - Tommaso Riccardi – vokali, gitara - Francesco Ferrini – klavir, orkestracija Ostalo osoblje - Stefano Morabito – produkcija, snimanje, miksanje, mastering - Colin Marks – naslovnica, omot albuma - Salvatore Perrone – fotografija | Dodatni glazbenici - Veronica Bordacchini – vokali (sopran) (na pjesmama 1, 4, 5 i 9) - Marco Sensi – klasična gitara (na pjesmi 8) - Riccardo Perugini – udaraljke - Luca Moretti – violončelo (na pjesmi 9) - George Kollias – dirigent orkestra |